# Zangphasma
Zangphasma is een geslacht van wandelende takken uit de familie Bacillidae. De wetenschappelijke naam van dit geslacht is voor het eerst voorgesteld door S.C. Chen en Y.H. He in een publicatie uit 2008.
Dit geslacht is monotypisch, dat wil zeggen dat het maar één soort heeft namelijk Zangphasma nyingchiense Chen & He, 2008 die in China voorkomt.